# 土橋

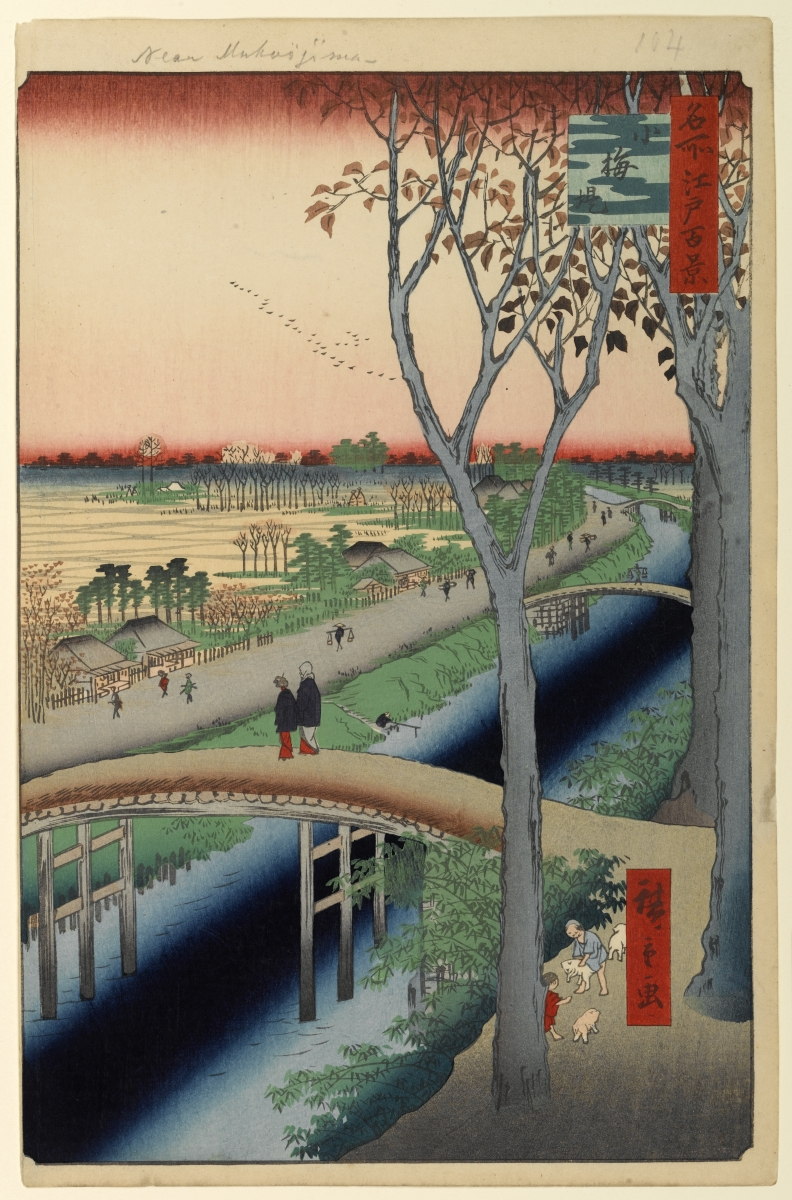
江戸時代の土橋の例 - 歌川広重『名所江戸百景』より「小梅堤」。曳舟川にいくつもの橋がかかっている。手前の橋に土橋の構造が見てとれる。こうした小規模の橋はたいていこうした造りであった。

土橋（どばし、つちはし、つちばし）は、一般には木の橋の一種で、橋面に土をかけてならした橋である。城における土橋はこれと異なり、堀を横断する通路として設けられる土の堤である。

## 解説

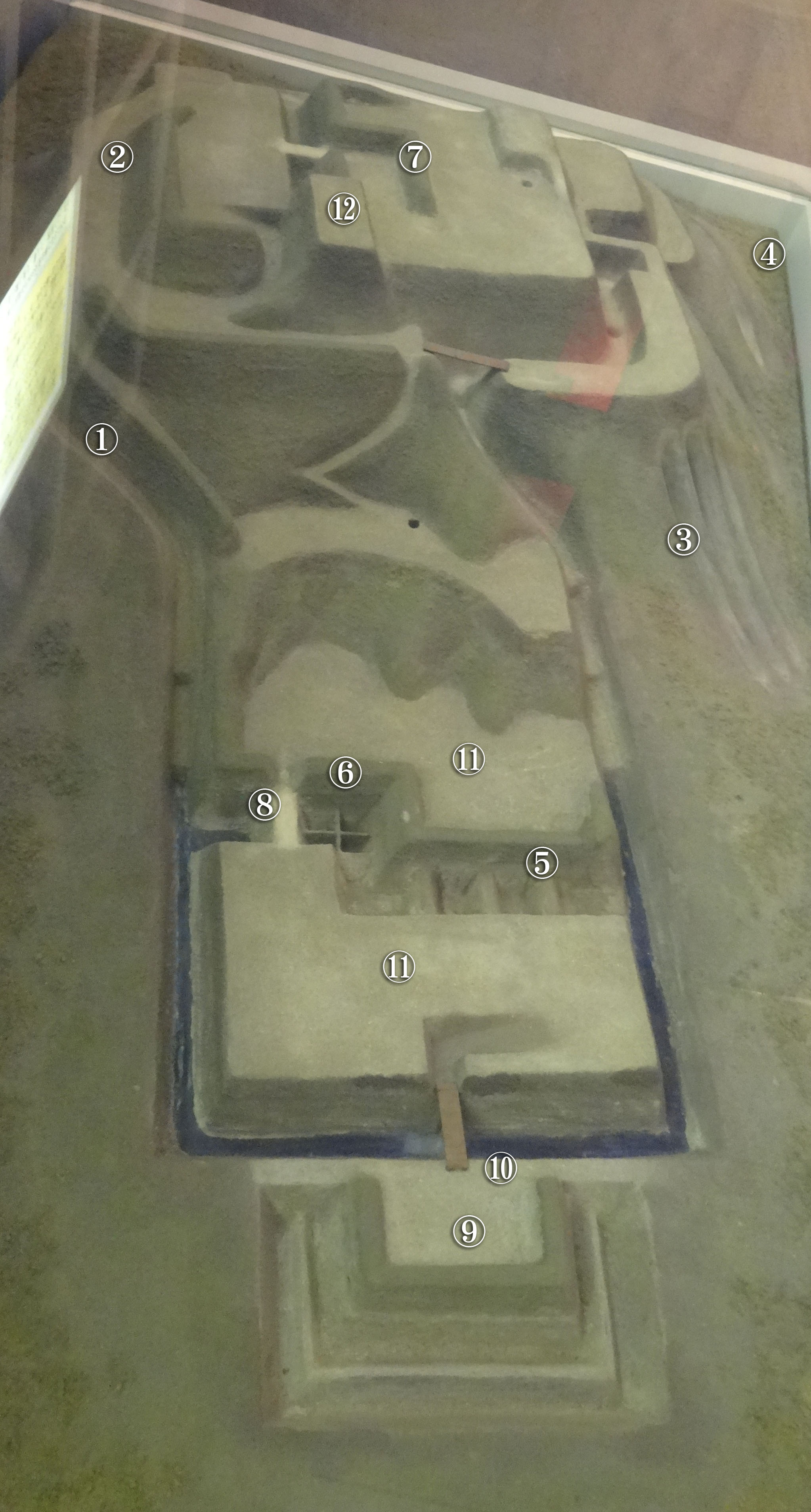
中世城郭の各部名称 ①横堀 ②土塁 ③連続竪堀 ④堀切 ⑤畝堀 ⑥障子堀 ⑦枡形虎口 ⑧土橋・平虎口 ⑨馬出 ⑩木橋 ⑪曲輪 ⑫櫓台

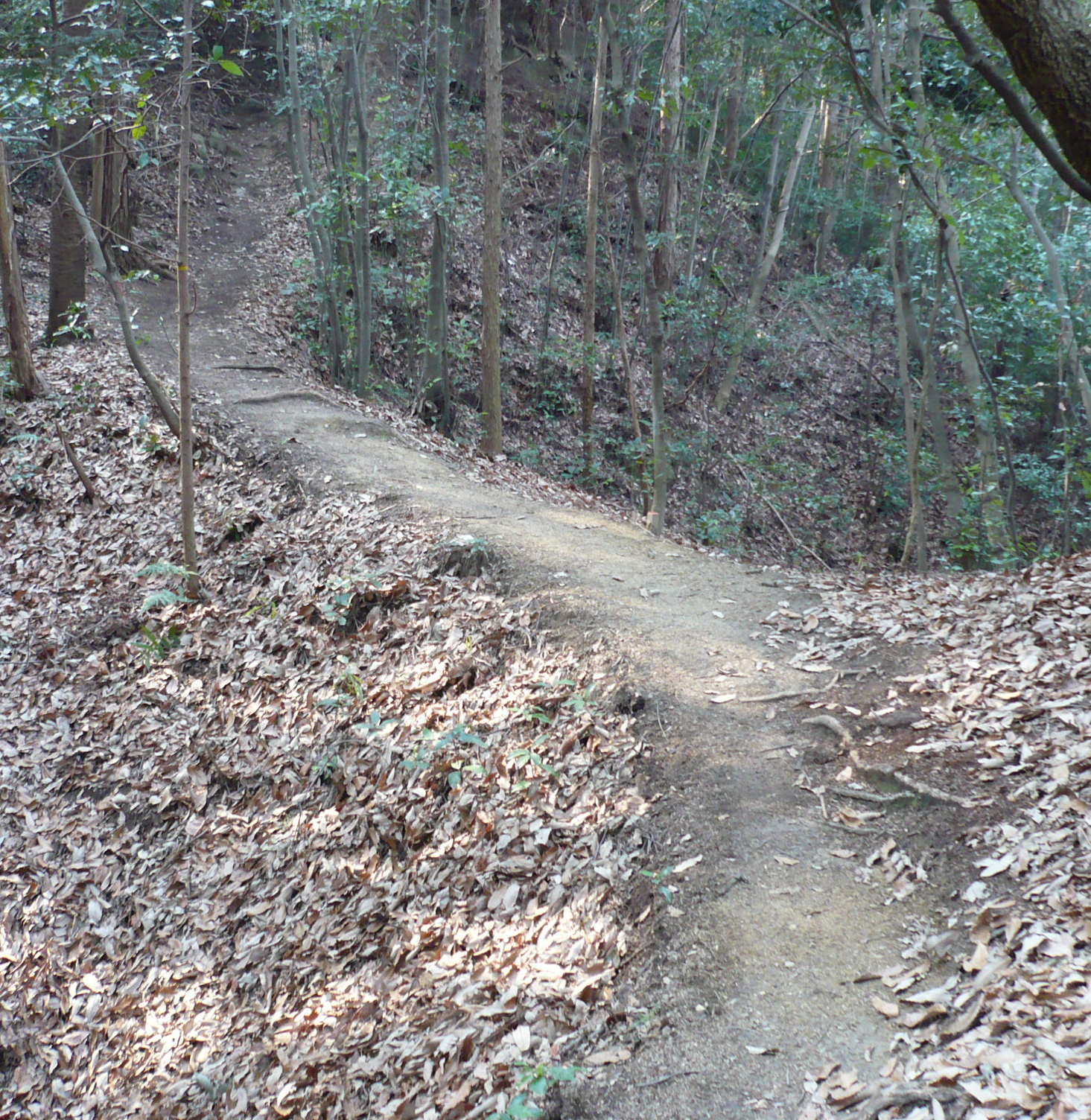
城の土橋（芥川山城）

丸太を隙間なく並べて橋面を作った場合、橋面が凹凸になる。そのままでは歩きにくいので、そこに土をかけて踏み固めると、へこんだ部分に土が詰まって平らになる。これが土橋である。江戸時代まで日本の川にかかる橋の圧倒的多数は土橋で、かなり長い橋もこの方式で作られた。板を橋面にした板橋は重要な少数に限られ、石橋はごく僅少であった。木橋が激減した現代では、一般の道で土橋をみかけることはないが、山の中や自然公園の中には名もない小さな土橋が作られることが多い。また、地名として土橋が日本全国に多数残る（後述）。
城に設けられる土橋は橋ではなく堤で、堀をめぐらす中で、出入りのための通路を細い土手として残したものである。城の設計では、堀の通行に木橋を設けるか土橋を設けるかの選択があった。土橋はすぐには撤去できず、このことが守る側の不利に働くが、木橋は撤去が可能な反面、製材技術の低かった当時は大型の木材に大変なコストがかかり、長短があった。そのため場所によって使い分けがされていた。

## 地名の土橋
東京都中央区の、土橋交差点や東京高速道路KK線・土橋ランプにその名を残す「土橋」は、かつて存在した汐留川に架けられていた橋の名が地名化したものである。その他、下記地名の多くは「土橋」の名をもつ橋に由来するものと思われる。
- 岩手県紫波郡矢巾町土橋（つちはし）
- 秋田県雄勝郡羽後町土橋（どばし）
- 宮城県黒川郡大郷町土橋（つちはし）
- 山形県東村山郡中山町土橋（つちはし）
- 神奈川県川崎市宮前区土橋（つちはし）
- 新潟県
  - 上越市土橋（つちはし）
  - 阿賀野市土橋（どばし）
- 静岡県
  - 袋井市土橋（つちはし）
  - 菊川市土橋（つちはし）
- 三重県伊賀市土橋（つちはし）
- 大阪府高槻市土橋（どばしちょう）
- 岡山県新見市土橋（つちはし）
- 広島県
  - 広島市中区土橋町（どはしちょう）
  - 山県郡北広島町土橋（つちはし）
- 徳島県吉野川市山川町土橋（やまかわちょうどばし）
- 愛媛県新居浜市土橋（つちはし）
- 鹿児島県日置市伊集院町土橋（いじゅういんちょうつちばし）

## 日本人の姓の土橋
有名な土橋姓
- どばし
  - 土橋勝征（プロ野球チームの東京ヤクルトスワローズの元選手、現ヤクルト二軍打撃コーチ）
  - 土橋正幸（プロ野球チームのヤクルトスワローズ・日本ハムファイターズなどの元監督）
- つちはし
  - 土橋八千太（上智大学第3代総長、カトリック司祭、学者）
  - 土橋 胤継